# Dikrella albonasa
Dikrella albonasa är en insektsart som först beskrevs av Mcatee 1926.  Dikrella albonasa ingår i släktet Dikrella och familjen dvärgstritar. Inga underarter finns listade i Catalogue of Life.